# Mobergstjärnen, Jämtland
Mobergstjärnen är en sjö i Bergs kommun i Jämtland och ingår i Indalsälvens huvudavrinningsområde.